# Bruchophagus evolans
Bruchophagus evolans is een vliesvleugelig insect uit de familie Eurytomidae. De wetenschappelijke naam is voor het eerst geldig gepubliceerd in 1961 door Szelényi.